# Мемфис (Теннесси)
Ме́мфис (англ. Memphis, [ˈmemfɪs]) — город в штате Теннесси на юге США. Один из крупнейших экономических центров юга страны. Расположен на юго-западе штата в округе Шелби на левом берегу реки Миссисипи, при впадении в неё реки Уолф.
По состоянию на 2019 год население города составляло 651 073 человека, что делает Мемфис вторым по количеству жителей городом штата, вторым в юго-восточном регионе (уступает лишь Нашвиллу) и 19-м в США.
Агломерация Мемфиса включает в себя, помимо округов в штате Теннесси, также округа в штатах Миссисипи и Арканзас, и имеет население в 1 280 533 человека. Это делает агломерацию Мемфиса второй по величине в штате Теннесси после агломерации города Нашвилла.
Мемфис — самый «молодой» из четырёх крупнейших городов штата (Ноксвилла, Чаттануги и Нашвилла). Жители Мемфиса называются мемфийцами, а регион, в котором находится Мемфис — Центральным Югом.

## История

### Ранняя история
До прибытия европейцев на территории, где сейчас расположен Мемфис, проживало индейское племя чикасо. Испанский исследователь Эрнандо де Сото (англ. Hernando de Soto) и два французских исследователя Рене Роберт Кавелиер (англ. Rene Robert Cavelier) и Сьер де Ла Салль (англ. Sieur de La Salle) были первыми, кто исследовал территорию Мемфиса.

### XIX век
Мемфис был основан в 1819 году Джоном Овертоном (англ. John Overton), Джеймсом Винчестером (англ. James Winchester) и Эндрю Джексоном (англ. Andrew Jackson). Город назвали в честь древней столицы Египта, который находится на реке Нил. На протяжении XIX века город развивался благодаря своему удобному месторасположению. Поскольку хлопковая экономика довоенного юга зависела от принудительной рабочей силы большого количества африканских рабов, Мемфис стал главным рабовладельческим рынком.
Через Мемфис пролегла печально знаменитая Дорога слёз. Когда «цивилизованных индейцев» депортировали из юго-восточных штатов на вновь учреждённую Индейскую территорию (будущий штат Оклахома). В 1831 году Алексис де Токвиль был свидетелем того, как «многочисленный отряд чокто» переправлялся через Миссисипи в черте Мемфиса.
В 1857 году закончилось строительство железной дороги между Мемфисом и Чарлстоном, до войны это была единственная железнодорожная линия на юго-восточной территории США.
В июне 1861 году штат Теннесси вышел из США и присоединился к мятежной Конфедерации. Мемфис стал одним из оборонительных узлов КША. 6 июня 1862 года экспедиционный корпус янки, спустившийся вниз по Миссисипи, захватил Мемфис. Город стал важной базой снабжения армии северян.
В 1870 году жёлтая лихорадка распространилась по городу и уничтожала большое количество жителей. В 1878 году количество жителей уменьшилось на 75 %. Город был почти разрушен.

### XX век
Мемфис превратился в крупнейший в мире рынок хлопка и древесины. В 1950-х годах это был крупнейший в мире рынок мулов.
В течение 1960-х город испытывал большие проблемы в области гражданских прав, проводились забастовки, люди теряли рабочие места. 4 апреля 1968 года в мотеле «Lorraine» был убит Мартин Лютер Кинг младший (англ. Martin Luther King, Jr.).

## География и климат
Мемфис расположен на юго-западе Теннесси. По данным Бюро переписи населения США, город имеет общую площадь 313,8 квадратных миль (763,4 км²), из которых 302,3 квадратных миль (723,4 км²) — земля и 15,4 квадратных миль (40,0 км²), или 5,24 %, вода.

### Климат
Мемфис имеет влажный субтропический климат, и два четко выраженные времени года — лето и зиму. Зимняя погода очень изменчивая, если воздушная масса поступает из Великих равнин, то наблюдается морозная и снежная погода, температура может падать по ночам до −10 и ниже; если воздушная масса поступает из Мексиканского залива, то тогда теплеет до +20 и выше, и идет дождь. Лето в городе очень жаркое и душное, с мая до начала октября средний максимум выше +25, абсолютный максимум может быть выше +40. Воздушные массы могут приходить из Техаса, тогда устанавливается очень жаркая и сухая погода, либо с востока, где свое влияние оказывает Гольфстрим, тогда устанавливается жаркая и душная погода с послеобеденными ливнями с грозой. Летом, во второй половине дня часты грозы, но как правило кратковременные (не более часа). Ранняя осень очень сухая, может быть довольно теплой до октября. Поздняя осень и декабрь холодные и дождливые. Зима мягкая (январский максимум около 10 °C)
| Показатель                    | Янв.  | Фев.  | Март  | Апр. | Май  | Июнь | Июль | Авг. | Сен. | Окт. | Нояб. | Дек. | Год  |
| ----------------------------- | ----- | ----- | ----- | ---- | ---- | ---- | ---- | ---- | ---- | ---- | ----- | ---- | ---- |
| Абсолютный максимум, °C       | 26,1  | 27,2  | 30,6  | 34,4 | 37,2 | 40,0 | 42,2 | 41,7 | 39,4 | 35,0 | 30,0  | 27,2 | 42,2 |
| Средний суточный максимум, °C | 9,9   | 12,6  | 17,7  | 22,8 | 27,3 | 31,6 | 33,1 | 32,9 | 29,5 | 23,6 | 17,0  | 11,2 | 22,4 |
| Средняя температура, °C       | 5,1   | 7,5   | 12,2  | 17,2 | 22,1 | 26,4 | 28,2 | 27,8 | 24,0 | 17,8 | 11,8  | 6,4  | 17,2 |
| Средний суточный минимум, °C  | 0,3   | 2,4   | 6,7   | 11,6 | 16,8 | 21,3 | 23,2 | 22,6 | 18,4 | 12,1 | 6,5   | 1,7  | 12,0 |
| Абсолютный минимум, °C        | −22,2 | −23,9 | −11,1 | −2,8 | 3,3  | 8,9  | 11,1 | 8,9  | 2,2  | −3,9 | −12,8 | −25  | −25  |
| Норма осадков, мм             | 101   | 112   | 131   | 140  | 133  | 92   | 117  | 73   | 79   | 101  | 139   | 146  | 1364 |
| Источник: Погода и климат     |       |       |       |      |      |      |      |      |      |      |       |      |      |

## Население

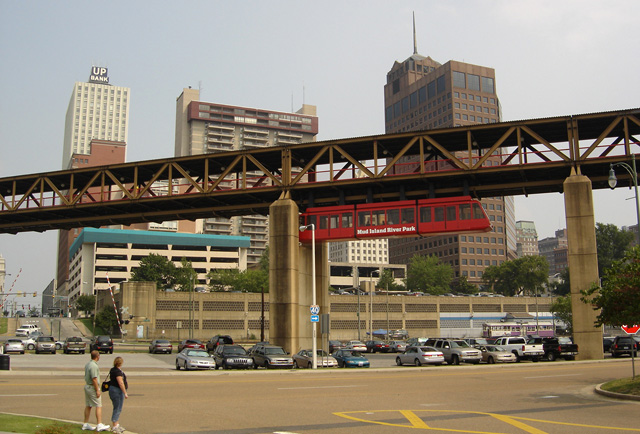

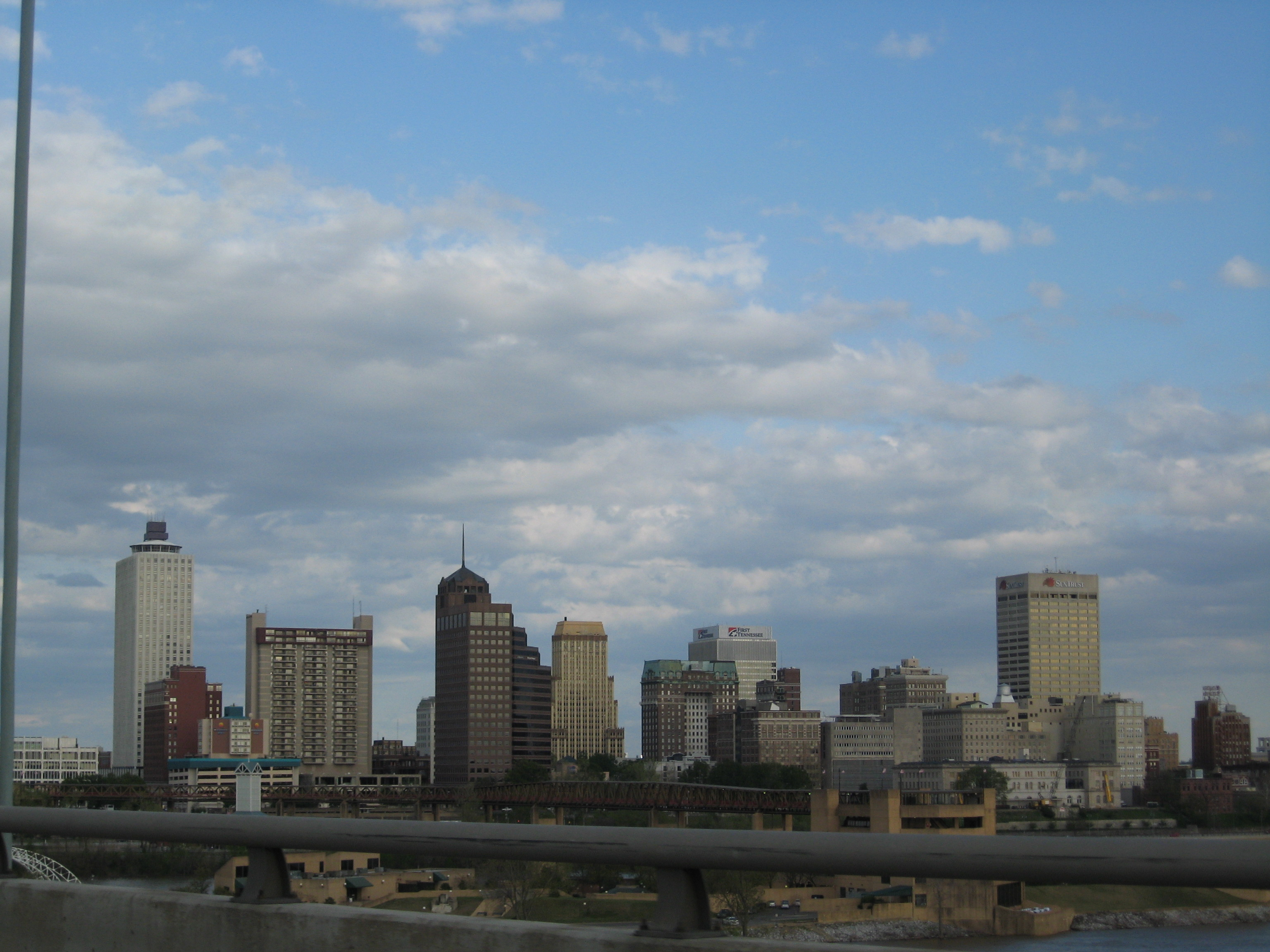

В Мемфисе 650 100 жителей, его агломерация насчитывает свыше одного миллиона человек; Мемфис, таким образом, находится в списке крупнейших городов Соединенных Штатов Америки.
Из жителей города 34 % называют себя белыми и около 61 % чернокожими, почти 5 % классифицируется как представители смешанных рас. Доля белых в самом городе снижается (1980: 52 %, 1990: 44 %).
| Год  | Население |
| ---- | --------- |
| 1820 | 390       |
| 1830 | 660       |
| 1840 | 1 800     |
| 1850 | 8 900     |
| 1860 | 23 000    |
| 1870 | 40 200    |
| 1880 | 33 600    |
| 1890 | 64 500    |
| 1900 | 102 000   |
| 1910 | 131 000   |

| Год  | Население |
| ---- | --------- |
| 1920 | 162 000   |
| 1930 | 253 000   |
| 1940 | 293 000   |
| 1950 | 396 000   |
| 1960 | 497 000   |
| 1970 | 623 000   |
| 1980 | 646 000   |
| 1990 | 610 000   |
| 2000 | 650 000   |
| 2007 | 670 000   |

## Правительство
Городом управляет мэр и 13 человек из муниципалитета: 6 избранные городом и 7 избранные штатом.
Предыдущим мэром был Уильям Герентон. Сейчас городом руководит Майрон Ловере.

## Экономика

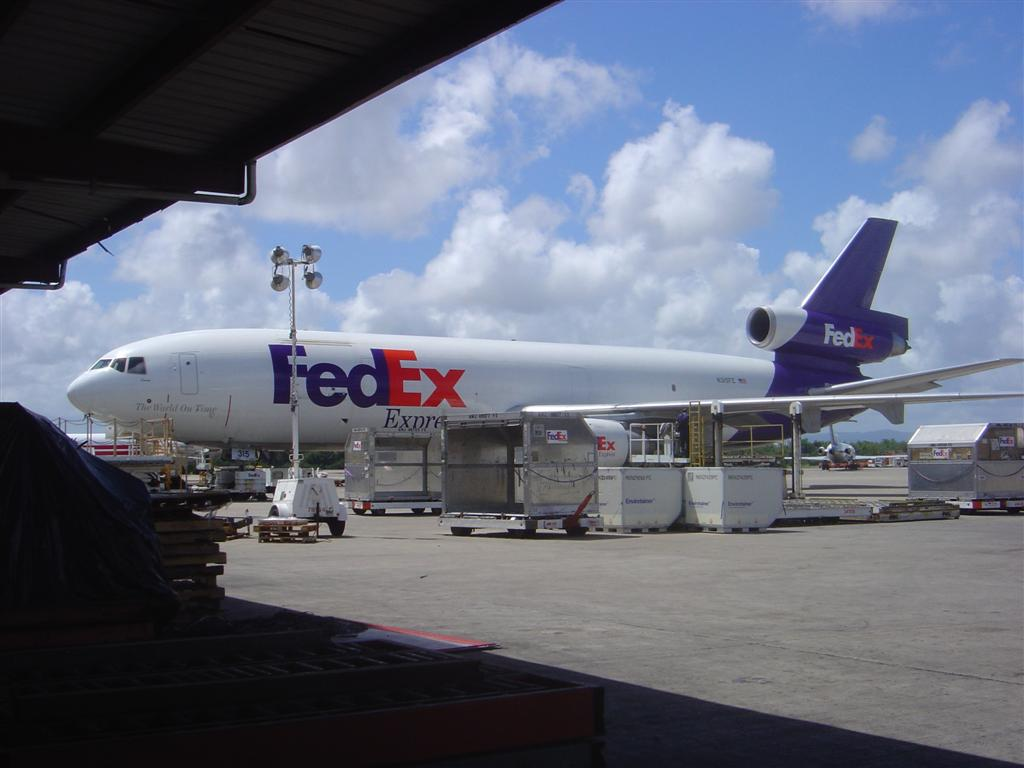
Аэропорт

Центральное местоположение города привело к большому росту его коммерческого развития. Мемфис идеально расположен для торговли и транспортировки. Город имеет важный для страны аэропорт и речной порт(ы).
В Мемфисе расквартировано много компаний и корпораций: FedEx, AutoZone, International Paper, Thomas & Betts и другие.
В середине 70-х XX века этот небольшой город на юге США был четвертым по величине звукозаписывающим центром в мире, а музыкальная индустрия — третьим работодателем в городе.
В 2000 году журнал Inc. принял Мемфис в пятьдесят лучших городов для развития малого бизнеса.
Мемфис имеет самую низкую стоимость жизни среди городов США.

## Транспорт

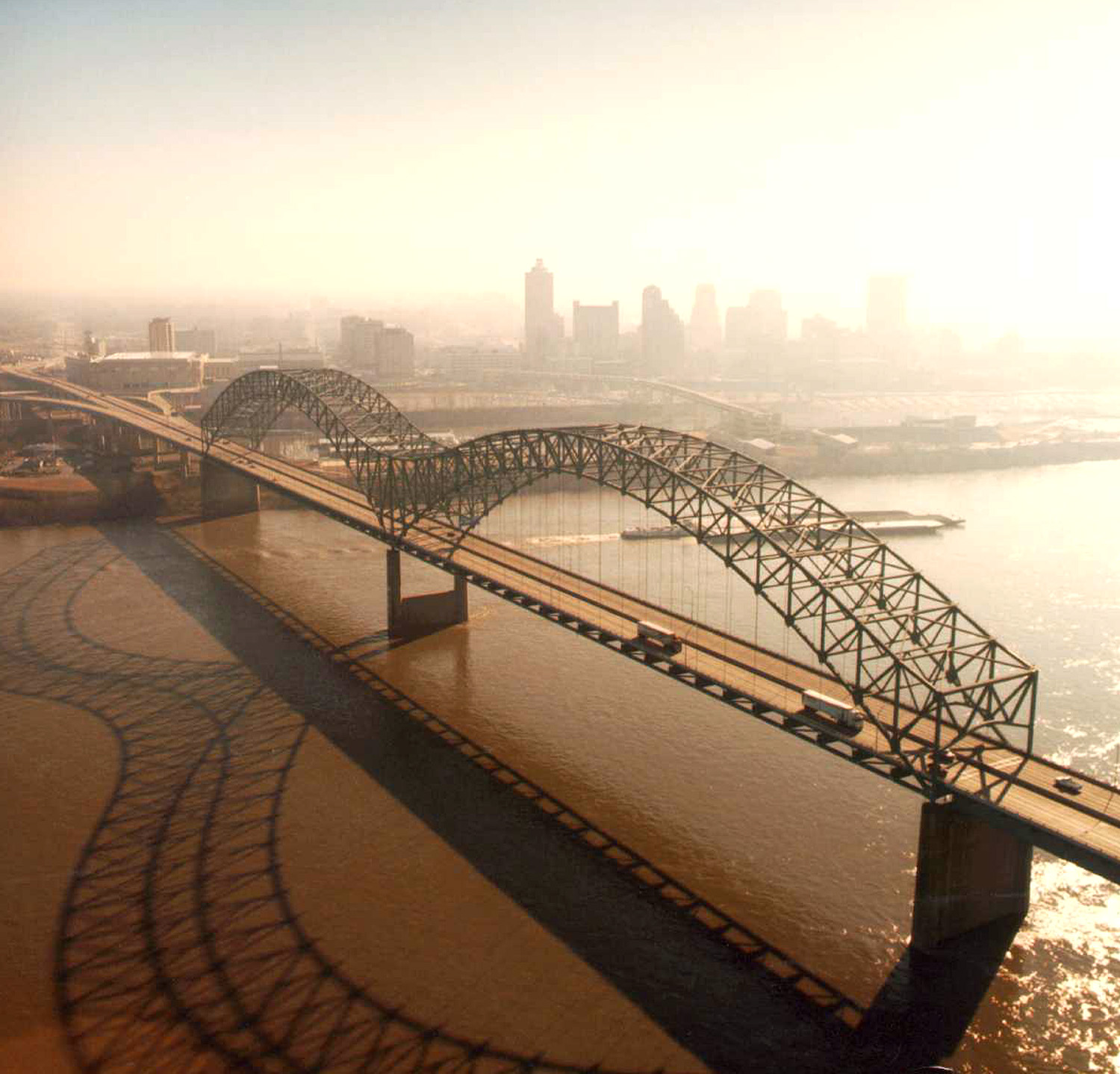
Мост Эрнандо де Сото через Миссисипи

### Автомобильный
I-40 и I-55 являются главными автострадами в районе Мемфиса. Эти автомагистрали пересекают Миссисипи и Арканзас. Строительство сегмента коридора I-69 завершилось в 2012 году.

### Железнодорожный
В начале XX века в Мемфисе были две главные пассажирские железнодорожные станции. После того, как пассажирские перевозки по железным дорогам США сильно уменьшилось в середине века, Объединённая мемфисского станция
(Memphis Union Station) была снесена в 1969 году, а Мемфисская Центральная станция была отремонтирована и теперь является станцией компанией Amtrak.
Единственный пассажирский поезд, обслуживающий Мемфис — City of New Orleans, соединяющий Чикаго с Новым Орлеаном.

### Аэропорт
Мемфисский Международный Аэропорт довольно крупный, и в 2007 году стал аэропортом, который перевез наибольшее количество пассажирского груза.

### Речной порт
В Мемфисе располагаются два крупнейших грузовых порта на реке Миссисипи, а также 4 крупнейших внутренних порта в Соединенных Штатах.

### Мосты
Реку Миссисипи в черте города пересекают четыре железнодорожных и множество автодорожных мостов. Самые известные из них:
- «мост Фриско» (построен в 1892);
- «мост Харахан» (построен в 1916);
- «Мемориальный мост Мемфис-Арканзас» (построен в 1949);
- «мост Эрнандо де Сото» (построен в 1973).

## Культура
Много праздников приходится на месяц май. Именно в этот месяц проходят такие мероприятия и события, как Музыкальный фестиваль «Бил-стрит» (англ. Beale Street Music Festival), «Международная неделя» (англ. International Week), «Симфония Солнца» (англ. Sunset Symphony).
Мировой Чемпионат барбекю (англ. World Championship Barbecue Cooking Contest), который является крупнейшим в мире чемпионатом по приготовлению свиного барбекю, также проходит в мае.
Карнавал Мемфиса, ранее известный как «Хлопковый Карнавал Мемфиса» (англ. Memphis Cotton Carnival) — это череда праздников, вечеринок и торжеств, которые проводятся в течение месяца в Мемфисе каждый год в июне. Фестивалем правят Король, Королева и Правительственный совет, которые каждый год тайно выбираются среди жителей.

### Искусство

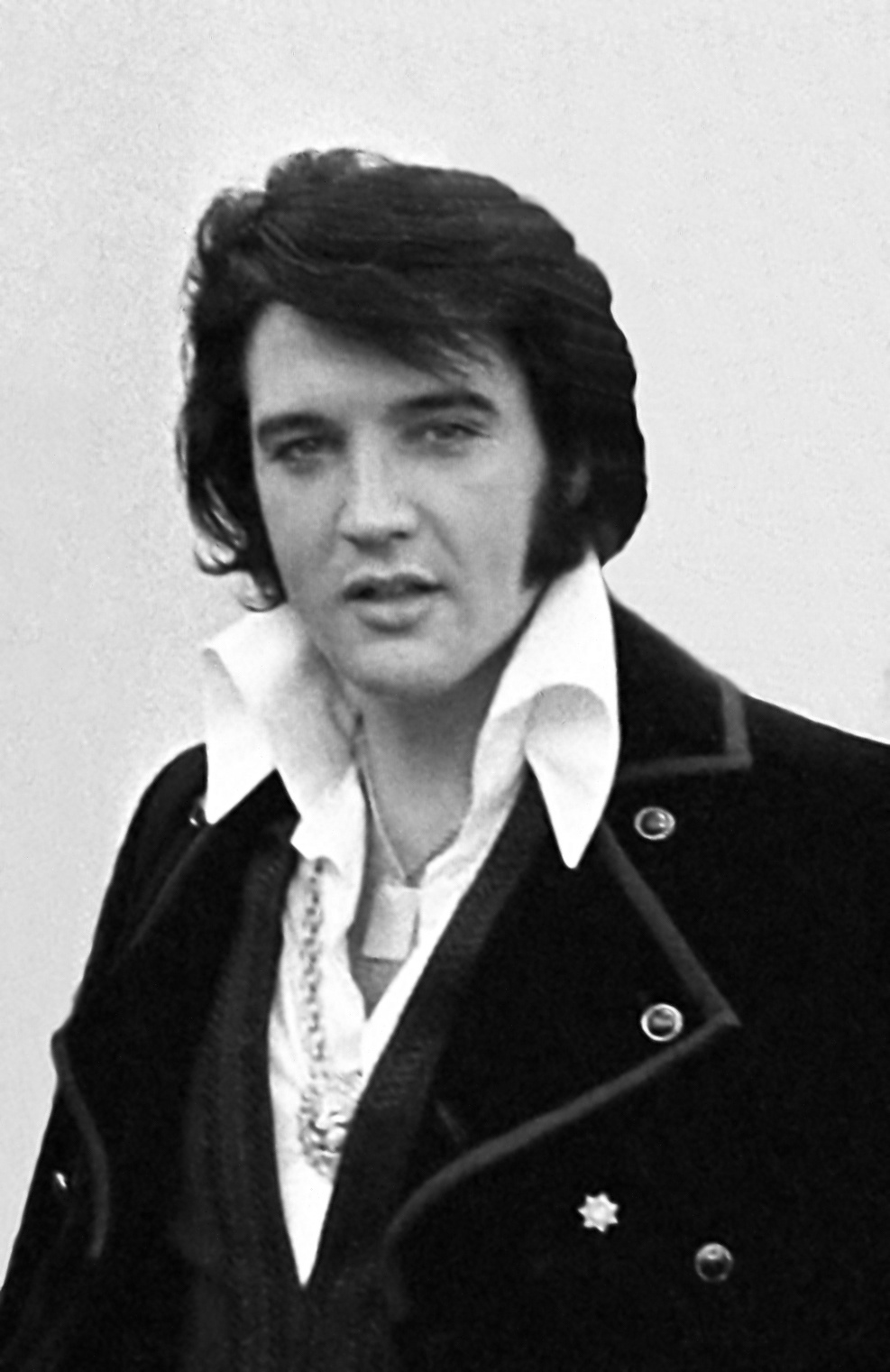
Элвис Пресли

В середине 70-х XX века Мемфис был четвертым по величине звукозаписывающим центром в мире (в музыкальных энциклопедиях его называли столицей рок-н-ролла). Поместье Graceland, где жил Элвис Пресли, стало вторым по посещаемости местом в стране после Белого дома в Вашингтоне.
Мемфис известен своими музыкантами и певцами, прежде всего в направлениях блюз, рок-н-ролл, кранк и кантри.
В городе работали такие известные музыканты, как Джонни Кэш, Элвис Пресли, Би Би Кинг, Альберт Кинг, Мадди Уотерс, Карл Перкинс, Роберт Джонсон, Хаулин Вулф, Айзек Хейз, Букер Ти Джонс, Эл Грин, Джон Купер, Джерри Ли Льюис, Джастин Тимберлейк, Арета Франклин.
В Мемфисе также родились историк гражданской войны Шелби Фут и драматург Теннесси Уильямс. Романист Джон Гришэм рос в округе Десото, значительная часть его книг находится в Мемфисе.
В 90-е в Мемфисе зародилось направление хип-хопа как мемфис-рэп. В сравнении с другими жанрами хип-хопа, мемфис-рэп отличался особенной жестокостью в текстах, а также нередко сэпмлировал моменты из телесериалов, стрельбы, и даже убийств. Так как в мемфис-рэп подавались даже ничем не известные реперы, то звук у колоссальной части записей заметно плох и ужасен, но это не помешало создавать нередко прорывные и, кажущимися, невозможными для своего времени и оборудования биты. 

### Образование

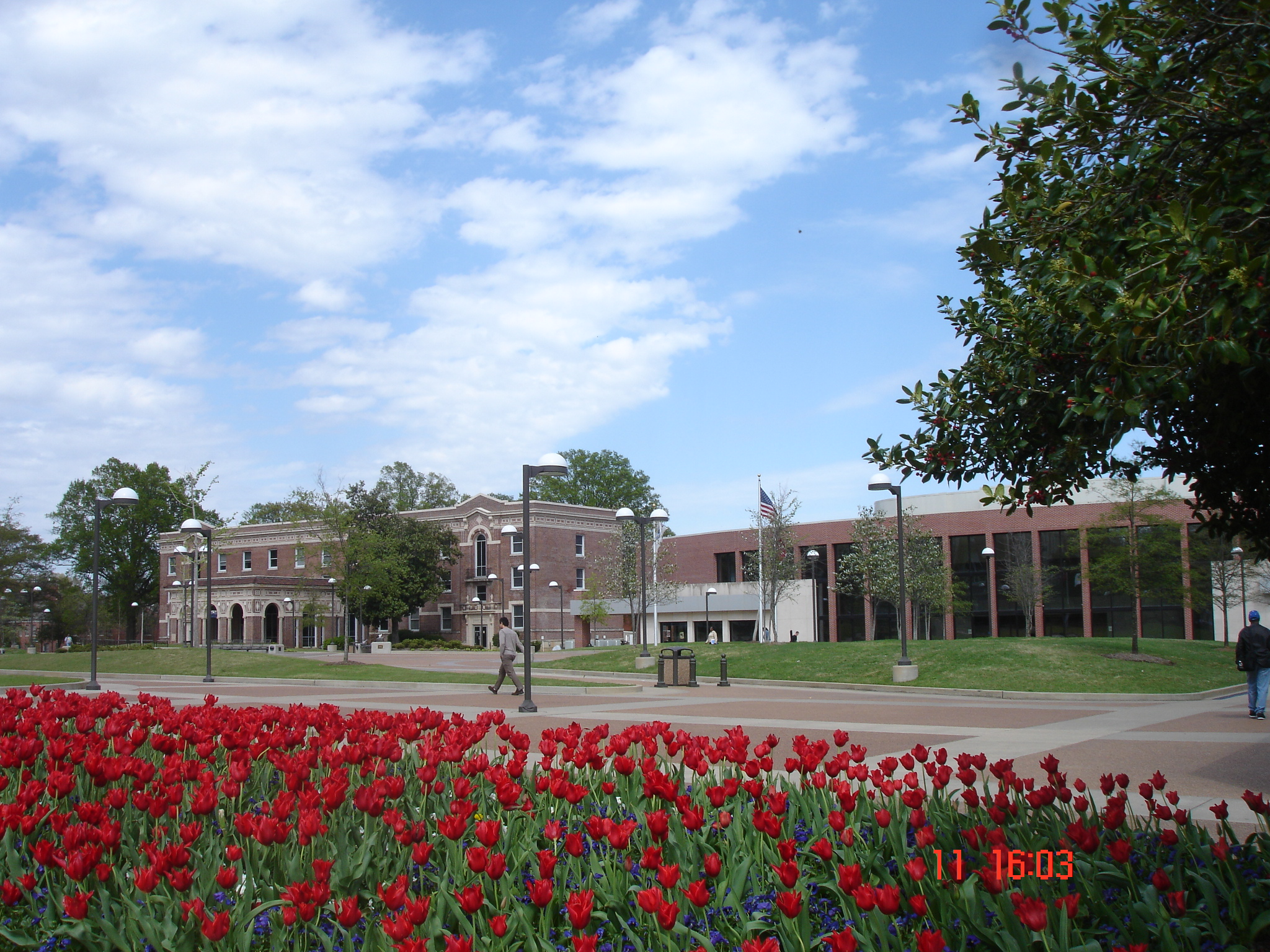
Университет Мемфиса

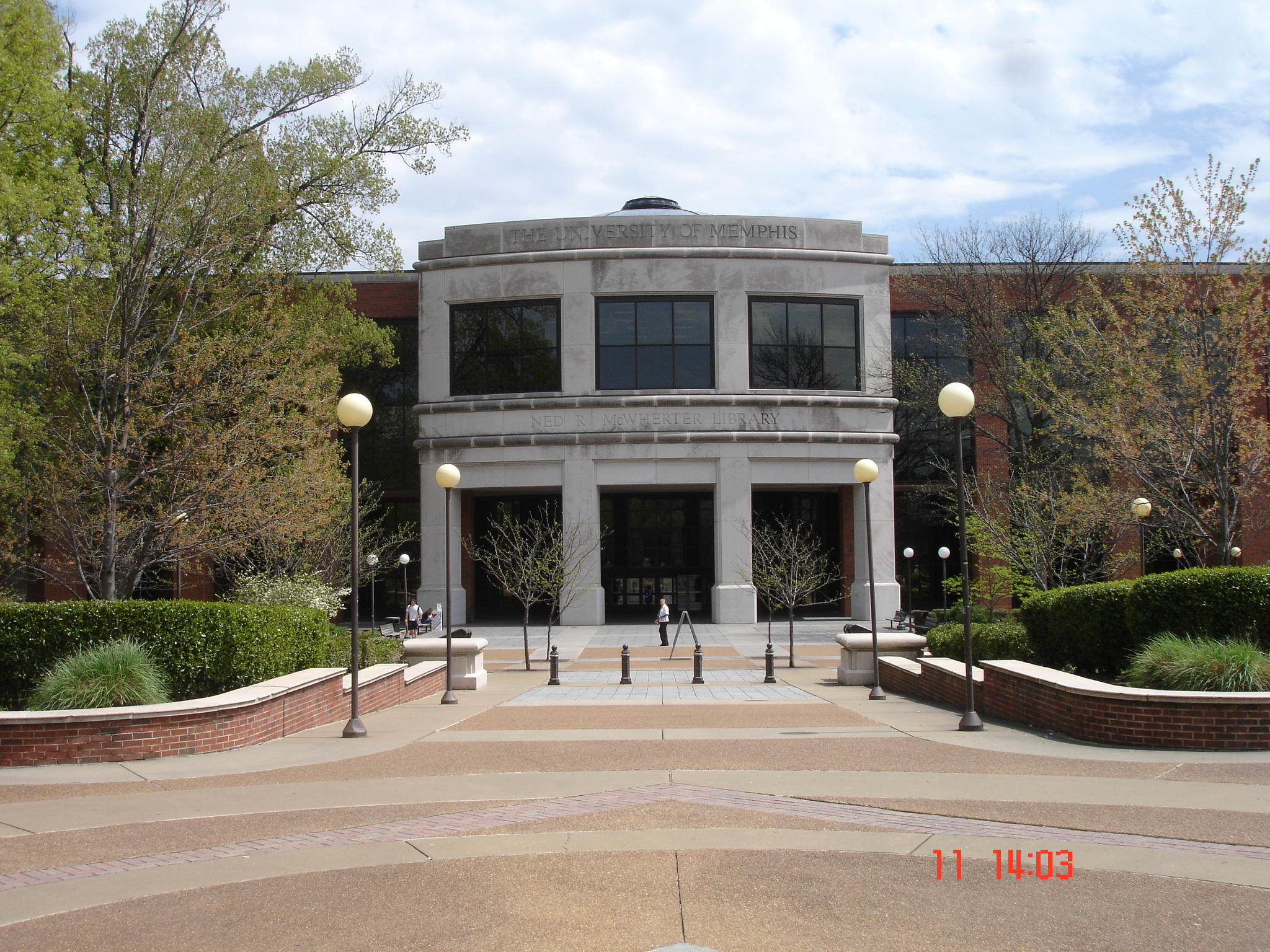
Библиотека

Город является родиной девяти университетов и колледжей.
- Мемфисский университет (основан в 1912). Является государственным университетом, в нём обучаются 25 000 студентов.
- Медицинская организация при университете штата Теннесси (основан в 1911). Государственный университет, в общей сложности в нём обучаются около 42 000 студентов
- Родос (колледж, основан в 1848)
- Университет христианского братства (основан в 1871)
- Ле-Мойн-Оуэна (колледж, основан в 1871)
- Юго-Западный Колледж Теннессийского сообщества
- Южный колледж оптометрии (основана 1932)
- Колледж искусств (основан в 1871)

### Спорт
В городе базируется баскетбольная команда «Мемфис Гриззлис» выступающая в Национальной баскетбольной ассоциации.

### Религия
Религия в истории города сыграла важную роль. Она является домом для нескольких протестантских деноминаций, центром американского баптизма и является отправной точкой пересечения различных религиозных движений. В Мемфисе находится штаб-квартира и издательство христианской методистской епископальной церкви. С 1830 года Мемфис имеет значительные еврейские общины. Основанные немецкими переселенцами, которые переехали в 1830—1850 годах в процветающий, молодой город, в 1853 году основали первый храм в городе. Сегодня в Мемфисе около 8500 евреев.

## Достопримечательности
- Национальный музей декоративного металла
- Художественный музей Брукс
- Художественный музей Мемфисского университета
- Музей рок- и соул-музыки
- Музей хлопка
- Национальный музей гражданских прав
- Грейсленд
- Музей азиатского и еврейского искусства Бельца

## Преступность

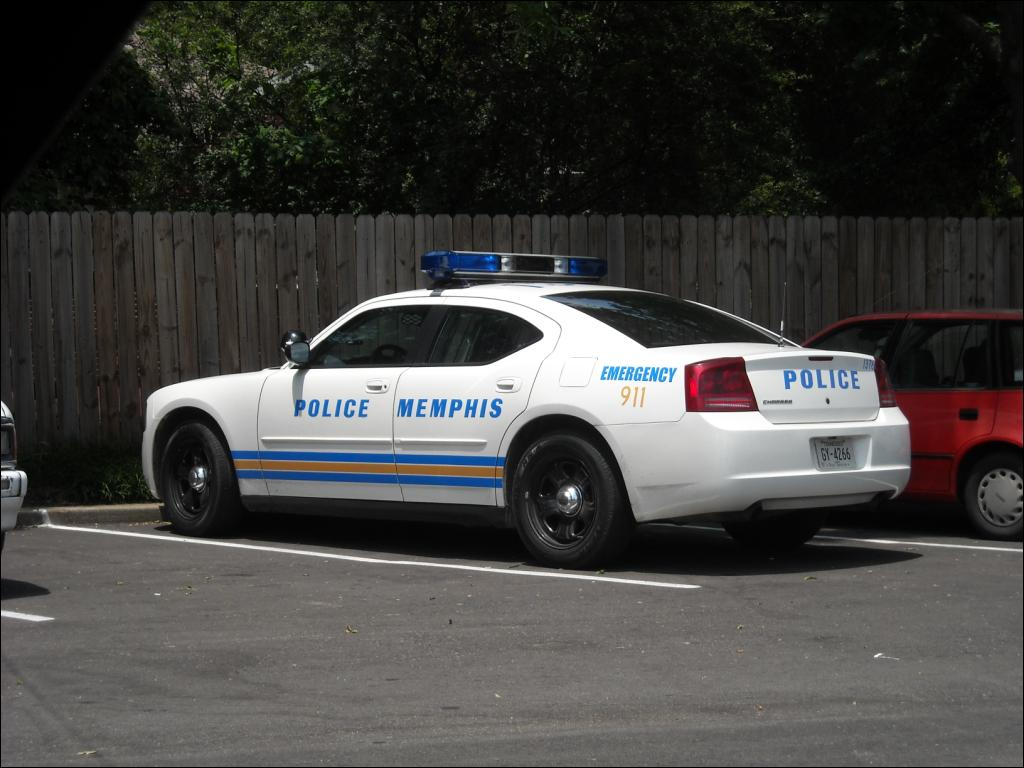
Полицейская машина Мемфиса

Хотя в 2004 году волна тяжких преступлений покинула Мемфис и их количество достигло самых низких показателей за десятилетие, впоследствии, однако,  количество преступлений вновь начало расти.
В 2005 году Мемфис занял 4 место в США как один из наиболее опасных городов, население которых более 500 000 жителей.
В 2006 году ФБР объявило Мемфис самым опасным городом в США, среди тех, которые имеют более 500 000 жителей.
В первой половине 2006 года грабёж фирм увеличился на 52,5 %, грабеж людей увеличился на 28,5 %, количество убийств увеличилось на 18 %. Подсчет показал, что в 2005 в Мемфисе было совершено 154 убийства, в 2006 году — 160 убийств, в 2007 году — 164, в 2008 году — 168.
Между 2006 и 2008 годами количество преступлений упало на 16 %, в первой 2009 количество преступлений упало еще на 10 % (если сравнивать с 2008).